# Komisariat Straży Granicznej „Dwernik”
Komisariat Straży Granicznej „Dwernik” – jednostka organizacyjna Straży Granicznej pełniąca służbę ochronną na granicy polsko-czechosłowackiej w latach 1929–1938 i granicy polsko-węgierskiej w 1939.

## Geneza
Na wniosek Ministerstwa Skarbu, uchwałą z 10 marca 1920 roku, powołano do życia Straż Celną. Proces tworzenia Straży Celnej trwał do końca 1922 roku. 
Komisariat Straży Celnej „Wetlina”, wraz ze swoimi placówkami granicznymi, wszedł w podporządkowanie Inspektoratu Granicznego Straży Celnej „Sambor”.
W drugiej połowie 1927 roku przystąpiono do gruntownej reorganizacji Straży Celnej. W praktyce skutkowało to rozwiązaniem tej formacji granicznej.
Rozkazem nr 5 z 16 maja 1928 roku w sprawie organizacji Małopolskiego Inspektoratu Okręgowego dowódca Straży Granicznej gen. bryg. Stefan Pasławski powołał komisariat Straży Granicznej „Dwernik”, który przejął ochronę granicy od rozwiązywanego komisariatu Straży Celnej.

## Formowanie i zmiany organizacyjne
Rozporządzeniem Prezydenta Rzeczypospolitej Polskiej Ignacego Mościckiego z 22 marca 1928 roku, do ochrony północnej, zachodniej i południowej granicy państwa, a w szczególności do ich ochrony celnej, powoływano z dniem 2 kwietnia 1928 roku  Straż Graniczną.
Rozkazem nr 5 z 16 maja 1928 roku w sprawie organizacji Małopolskiego Inspektoratu Okręgowego dowódca Straży Granicznej gen. bryg. Stefan Pasławski przydzielił komisariat „Gładyszów” do Inspektoratu Granicznego nr 19 „Nowy Zagórz” i określił jego strukturę organizacyjną. 
Już 8 września 1828 komendant Straży Granicznej rozkazem nr 6 w sprawie organizacji Małopolskiego Inspektoratu Okręgowego podpisanym w zastępstwie przez mjr. Wacława Szpilczyńskiego zmieniał organizację komisariatu i ustalał zasięg placówek. 
Rozkaz komendanta Straży Granicznej nr 7 z 25 września 1929 podpisany przez płk. Jana Jura-Gorzechowskiego zmienił skład i podporządkowanie komisariatu. Komisariat wszedł w struktury Inspektoratu Granicznego Straży Celnej „Sambor”.  
Rozkazem nr 7 z 25 września 1929 roku w sprawie reorganizacji i zmian dyslokacji Małopolskiego Inspektoratu Okręgowego komendant Straży Granicznej płk Jan Jur-Gorzechowski określił skład i granice nowo powstałego Inspektoratu Granicznego Straży Celnej „Sambor”. Komisariat „Dwernik” wszedł w jego strukturę. Czasowo pozostał jednak w Inspektoracie Granicznym „Krosno”.
Rozkazem nr 3 z 23 czerwca 1934 roku w sprawach [...] tworzenia i zniesienia posterunków informacyjnych', komendant Straży Granicznej płk Jan Jur-Gorzechowski utworzył placówkę I linii „Strubowiska”.
Rozkazem nr 1 z 27 marca 1936 roku  w sprawach [...] zmian w niektórych inspektoratach okręgowych, dowódca Straży Granicznej płk Jan Jur-Gorzechowski przeniósł placówkę I linii „Strubowiska” do m. Przysłup.
Rozkazem nr 2 z 16 stycznia 1939 roku w sprawie przejęcia odcinka granicy polsko-niemieckiej od Korpusu Ochrony Pogranicza na terenie Mazowieckiego Okręgu Straży Granicznej oraz przekazania Korpusowi Ochrony Pogranicza odcinka granicy na terenie Wschodniomałopolskiego Okręgu Straży Granicznej, komendant Straży Granicznej płk Jan Gorzechowski wydzielił placówkę I linii „Przysłup” z komisariatu Straży Granicznej „Dwernik” i przydzielił do komisariatu Straży Granicznej „Cisna”.

## Służba graniczna
Sąsiednie komisariaty:
- komisariat Straży Granicznej „Baligród” ⇔ komisariat Straży Granicznej „Wysocko Niżne” − 1928
- komisariat Straży Granicznej „Komańcza” ⇔ komisariat Straży Granicznej „Borynia” − 1935[14]

## Funkcjonariusze komisariatu
| Kierownicy/komendanci komisariatu | Kierownicy/komendanci komisariatu | Kierownicy/komendanci komisariatu | Kierownicy/komendanci komisariatu |
| stopień                           | imię i nazwisko                   | okres pełnienia służby            | kolejne stanowisko                |
| --------------------------------- | --------------------------------- | --------------------------------- | --------------------------------- |
| nadkomisarz                       | Franciszek Hałgas                 | 3 X 1929 – 25 X 1930              |                                   |
| aspirant                          | Józef Jerzy Tokarzewski           | 1931 – 1934                       | zwolniony ze SG                   |
| Zastępcy komendanta komisariatu   |                                   |                                   |                                   |
| przodownik                        | Franciszek Jasiński               | 1 V 1939 –                        |                                   |

## Struktura organizacyjna
Organizacja komisariatu w maju 1928:
- komenda − Dwernik
- placówka Straży Granicznej I linii „Kalnica”
- placówka Straży Granicznej I linii „Wetlina”
- placówka Straży Granicznej I linii „Ustrzyki Górne”
- placówka Straży Granicznej II linii „Dwernik”
- placówka Straży Granicznej II linii „Smolnik”
- placówka Straży Granicznej II linii „Nowy Zagórz”
- placówka Straży Granicznej II linii „Sanok”

Organizacja komisariatu we wrześniu 1928:
- placówka Straży Granicznej I linii „Wetlina”
- placówka Straży Granicznej I linii „Berehy Górne”
- placówka Straży Granicznej I linii „Ustrzyki Górne”
- placówka Straży Granicznej I linii „Wołosate”
- placówka Straży Granicznej II linii „Dwernik”

Organizacja komisariatu we wrześniu 1929, w 1931:
- 2/20 komenda − Dwernik (43 km)
- placówka Straży Granicznej I linii „Wetlina”
- placówka Straży Granicznej I linii „Berehy Górne”
- placówka Straży Granicznej I linii „Ustrzyki Górne”
- placówka Straży Granicznej I linii „Wołosate”
- placówka Straży Granicznej II linii „Dwernik”
- placówka Straży Granicznej II linii „Sambor”

Organizacja komisariatu w 1935:
- komenda − Dwernik
- placówka Straży Granicznej I linii „Wetlina”
- placówka Straży Granicznej I linii „Berehy Górne”
- placówka Straży Granicznej I linii „Ustrzyki Górne”
- placówka Straży Granicznej I linii „Wołosate”
- placówka Straży Granicznej I linii „Strubiska”
- placówka Straży Granicznej II linii „Dwernik”
- placówka Straży Granicznej II linii „Sambor”